# バトンルージュ・レディース・インビテーショナル
バトンルージュ・レディース・インビテーショナル（Baton Rouge Ladies Invitational）は、1964年から1966年までLPGAツアーの公式トーナメントであった。ルイジアナ州バトンルージュのシャーウッド・フォレスト・カントリー・クラブで開催された。

## 優勝者
バトンルージュ・レディース・インビテーショナル
- 1966年: キャロル・マン

バトンルージュ・インビテーショナル
- 1965年: ミッキー・ライト

バトンルージュ・レディース・オープン・インビテーショナル
- 1964年: サンドラ・ヘイニー